# Schwedisches Warmblut
Das Schwedische Warmblut ist eine Pferderasse, die auf eine Kreuzung von Andalusiern, Berbern, Friesen, Hannoveraner, Trakehnern, Englischen Vollblütern und Arabern zurückgeht. Ursprünglich als überdurchschnittlich leistungsfähiges Kavalleriepferd gezüchtet ist es heute ein modernes Sportpferd, besonders für die Dressur, aber auch für den Springsport, die Vielseitigkeit und das Fahren geeignet.
Hintergrundinformationen zur Pferdebewertung und -zucht finden sich unter: Exterieur, Interieur und Pferdezucht.

## Exterieur
Der Körperbau des Schwedischen Warmblutes ist geprägt durch einen edlen Kopf, einen kräftigen Rücken, einen schön geformten Hals und korrekte Gliedmaßen mit klaren Gelenken und gesunden Hufen. Dieses Warmblut hat außerdem eine kräftige Schulter mit guter Bewegungsfreiheit, aber öfter auch eine etwas zu kurze Kruppe. Die Rasse existiert in allen Grundfarben, meistens jedoch braun und fuchsrot. Die Pferde werden 160–170 cm groß.

## Interieur
Das Schwedische Warmblut gilt als intelligent, freundlich, willig und mutig.

## Zuchtgeschichte
Das Schwedische Warmblut hat seinen Ursprung im 17. Jahrhundert. Schon damals wurden orientalische, spanische und friesische Hengste mit einheimischen Zuchtpferden gekreuzt. Auch wurden, vor allem auf den Gestüten Stromsholm und Flyinge Trakehner, Hannoveraner, Araber und Englische Vollblüter integriert.
Heute wird das Schwedische Warmblut in alle Welt exportiert.